# 多鲁德之歌

《多鲁德之歌》（Darraðarljóð）是古诺斯语写就的一首吟唱体诗歌，出现在《尼雅尔萨迦》的第157章中。这首诗歌由11个诗节组成，其中讲述了十二个女武神选择谁将在克朗塔夫之战中被杀（公元1014年在都柏林城外战斗）并将他们的英灵收容在用人的肠子编织成的布中。在参与编织的十二位女武神中，有6个人的名字被记载了下来，分别是：希尔德、约瑟利穆尔、桑格里德、斯维普尔、贡恩和戈恩多尔。这首歌的第九节写道：

现在，如果没有它，那就太可怕了，
血红色的架子在头顶飞舞
是维京血淋淋的战士之血
当我们女武神将战歌吟唱时。

在这首诗的结尾，英勇的女武神们唱道：“让我们跨上无鞍的骏马 手擎着我们的利剑 离开这里 飞速奔驰吧！”这首诗可能影响了莎士比亚戏剧《麦克白》中的三个女巫的概念。

## 流行文化
Einar Selvik和Trevor Morris在《维京传奇》第二季开篇战役中就用了《多鲁德之歌》的部分章节。

## 注脚